# H. V. Sheshadri

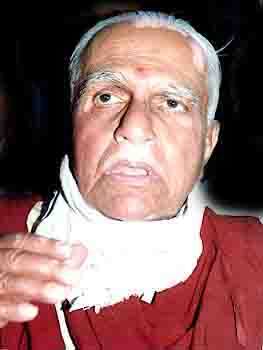
H. V. Sheshadri

H. V. Sheshadri (Kannada ಹೊ ವೆ ಶೇಷಾದ್ರಿ, Hindi हो वे शेषाद्री, geboren 1926 in Bangalore, damals Mysore, Britisch-Indien; gestorben 2005) war ein indischer Autor und sozialer Aktivist. Er war einer der bedeutendsten Führer der hinduistisch-nationalistischen Kaderorganisation Rashtriya Swayamsevak Sangh (RSS).

## Biografie
H. V. Sheshadri graduierte mit einem Mastertitel in Chemie an der Universität von Bangalore.
1946 wurde er zum Pracharak (Vollzeit-Arbeiter) des RSS und spielte eine wichtige Rolle in der RSS-Organisation in Karnataka.
Für sein Werk Torberaulu erhielt er 1982 den Sahitya Akademi Award. Für sein Werk The Tragic Story of Partition über die Teilung Indiens 1947 erhielt er auch Anerkennung von Sita Ram Goel und Premierminister Atal Bihari Vajpayee.

## Werke
- Yugavatara (über Shivaji),
- Amma Bagilu Tege (Essays),
- Chintanaganga
- The Tragic Story of Partition[4], über die Teilung Indiens in 1947
- Bhugilu
- Torberalu
- A Bunch of thoughts
- Samaja Yoga
- RSS : A vision in action